# Stephen Douglas Mills
Stephen Douglas Mills, britanski general, * 1892, † 1984.